# Arthur Mannsbarth
Arthur Mannsbarth (* 28. April 1930 in Wien) ist ein ehemaliger österreichischer Radrennfahrer und Eisschnellläufer und nationaler Meister im Radsport.

## Sportliche Laufbahn
Mannsbarth startete bei den Olympischen Sommerspielen 1952 in Helsinki. Dort fuhr er in drei Wettbewerben. Im Tandemrennen blieb er mit Kurt Nemetz unplatziert. Er bestritt er mit dem Vierer Österreichs die Mannschaftsverfolgung, sein Team blieb ohne Platzierung. Im olympischen Straßenrennen schied er beim Sieg von André Noyelle aus. Die Mannschaft Österreichs mit Mannsbarth, Walter Bortel und Fritz Wimmer kam nicht in die Mannschaftswertung.
1956 gewann er die nationale Meisterschaft im Tandemrennen mit Franz Wimmer als Partner.
Im Eisschnelllauf nahm er an den Olympischen Winterspielen 1952 und 1956 teil. Seine beste Platzierung dabei war 1952 der achte Platz über 5000 m. Bei der Mehrkampf-Weltmeisterschaft 1951 in Davos errang er den 21. Platz. In der Saison 1951/52 kam er bei der Mehrkampf-Weltmeisterschaft 1952 in Hamar auf den 12. Platz und bei der Mehrkampf-Europameisterschaft 1952 in Östersund auf den 11. Rang. Bei der Mehrkampf-Europameisterschaft 1953 in Hamar belegte er den zehnten Platz und bei der Mehrkampf-Europameisterschaft 1954 in Davos den 33. Platz. In den Jahren 1951, 1952 und 1954 wurde er österreichischer Meister im Mehrkampf.